# Loudon (Adels- und Patriziergeschlecht)
Die Loudon sind ein niederländisches Geschlecht, das dem Adel und dem Patriziat angehörig ist.

## Chronik
Die Familie entstammte dem schottischen Lintrathen bei Kirriemuir in der Grafschaft Forfarshire, heute Council Area Angus. Als Stammvater gilt James Loudon, der im Jahre 1690 geboren wurde. Eine Abstammung aus dem Geschlecht der Earls of Loudoun aus dem Clan Campbell, die aus derselben Gegend entstammten, ist trotz des gleichen Wappens nicht belegt. Im Jahre 1811 ist der Fabrikant Alexander Loudon von Java in die Niederlande gekommen und im Jahre 1824 wurde ihm die niederländische Staatsbürgerschaft gegeben. Im Jahre 1884 wurde das Geschlecht mit dem Adelsprädikat Jonkheer in den Adelsstand erhoben. Diverse Familienmitglieder haben eine wichtige Rolle bei der Gründung und Entwicklung von Shell gespielt.

## Personen
- Alexander Loudon (1789–1839), Zucker- und Indigofabrikant auf Java
  - Alexander Loudon (1822–1868), Vizepräsident des Rates von Niederländisch-Indien
    - Alexander Loudon (1857–1921), Regierungskommissar des Minenwesens in Niederländisch-Indien
      - Alexander Loudon (1892–1953), niederländischer Gesandter und Botschafter

  - James Loudon (1824–1900), Kolonialverwalter und Minister
    - John Loudon (1866–1955), Botschafter und Außenminister
    - Hugo Loudon (1860–1941), Mitbegründer von Shell
      - James Willem Loudon (1904–?)
      - John Hugo Loudon (1905–1996), Vorstandsvorsitzender von Royal Dutch Shell, Präsident des WWF international
      - Hugo Alexander Loudon (1908–1944)
        - Aarnout Alexander Loudon (1936), Politiker, Vorsitzender von Akzo
        - Francis Loudon (1938)

## Leben
- Nederlands Patriciaat. 1953, blz. 158 t/m 167